# 贾斯廷·麦卡锡
贾斯廷·麦卡锡（英語：Justin McCarthy，1899年1月25日—1976年4月8日），美国男子冰球运动员，场上位置是前锋。他曾代表美国国家队参加1924年冬季奥林匹克运动会冰球比赛，获得一枚银牌。